# Tyvelse Sogn
Tyvelse Sogn er et sogn i Næstved Provsti (Roskilde Stift).
I 1800-tallet var Tyvelse Sogn anneks til Næsby Sogn. Begge sogne hørte til Tybjerg Herred i Præstø Amt. Næsby-Tyvelse sognekommune gik i 1962 med i Glumsø Kommune. Den blev ved kommunalreformen i 1970 indlemmet i Suså Kommune, der ved strukturreformen i 2007 indgik i Næstved Kommune.
I Tyvelse Sogn ligger Tyvelse Kirke.
I sognet findes følgende autoriserede stednavne:
- Maderne (bebyggelse)
- Sandet (bebyggelse)
- Stenholmen (bebyggelse)
- Tyvelse (bebyggelse, ejerlav)
- Tyvelse Sand (bebyggelse)